# Young Victoria
Young Victoria (originaltitel: The Young Victoria) är en brittisk dramafilm från 2009 i regi av Jean-Marc Vallée och med Emily Blunt i huvudrollen. 
Filmen skildrar Viktoria av Storbritanniens tidiga liv under 1830- och 1840-talen. Särskilt fokus läggs på hennes kärlekshistoria och giftermål med Albert av Sachsen-Coburg-Gotha, spelad av Rupert Friend.

## Utmärkelser
Vid 2010 års Oscarsgala vann Young Victoria pris för Bästa kostym. Filmen var även nominerad till Oscars för Bästa scenografi och Bästa smink. Även vid BAFTA Awards vann den utmärkelser för Bästa kostym och Bästa smink.

## Rollista
- Emily Blunt – Viktoria av Storbritannien
- Rupert Friend – Albert av Sachsen-Coburg-Gotha
- Miranda Richardson – Viktoria av Sachsen-Coburg-Saalfeld
- Mark Strong – Sir John Conroy
- Jim Broadbent – Vilhelm IV av Storbritannien
- Harriet Walter – Adelaide av Sachsen-Meiningen
- Paul Bettany – William Lamb, 2:e viscount Melbourne
- Thomas Kretschmann – Leopold I av Belgien
- Jesper Christensen – Baron Stockmar
- Jeanette Hain – Louise Lehzen
- Julian Glover – Arthur Wellesley, hertig av Wellington
- Michael Maloney – Sir Robert Peel
- Michiel Huisman – Ernst II av Sachsen-Coburg-Gotha
- Johnnie Lyne-Pirkis – Ernst August I av Hannover
- Liam Scott – Prins August Fredrik, hertig av Sussex
- Dave A. Hewitt – Henry Howard, 13:e hertig av Norfolk
- Danny Dalton – Vilhelm I av Tyskland
- Sophie Roberts – Lady Emma Portman
- Rachael Stirling – Duchess of Sutherland
- Genevieve O'Reilly – Lady Flora Hastings
- Roddy Weaver – William IV:s Chief Footman
- David Robb – John Russell, 1:e earl Russell
- Emily Eby – Lady Eliza
- Prinsessan Beatrice av York – hovdam